# Шести конгрес на Съюза на македонските емигрантски организации
Шестият редовен конгрес на Съюза на македонските емигрантски организации е проведен между 5 и 8 февруари 1928 година в София.

## История
Избрано е ново ръководство на организацията в състав Константин Д. Станишев (председател), Йордан Мирчев, Велко Думев, Никола Габровски, Евтим Спространов, Наум Якимов, Георги Кондов, Васил Василев, Иван Хаджов, Манчо Димитров, Георги Апостолов, Благой Димитров, Йосиф Кондов и Никола Гацев.
Ръководството на братството обобщава, че от 106 братства през 1924 година те нарастват до 174 през 1927 година. Приходите на Съюза също нарастват значително. Приета е резолюция „До общественото мнение в България и до българските правителства“, както и до други, адресирани до Великите сили и ОН. Изказва се против подписването на спогодбата „Моллов-Кафандарис“.